# タルテュ (大型駆逐艦)
タルテュ(Tartu)は、1930年代にフランス海軍のために建造された6隻のヴォークラン級駆逐艦（contre-torpilleurs）のうちの1隻である。1933年に就役し、艦歴の大半を地中海で過ごした。1936年から1939年にかけてのスペイン内戦では、不介入協定の履行に貢献した。1939年9月にフランスがドイツに宣戦布告すると、すべてのヴォークラン級は、フランスの輸送船団を護衛し、必要に応じて他の司令部を支援することを任務とする公海軍（FHM）に配属された。タルテュは1940年初頭、ノルウェーの戦いで連合軍を支援するためスコットランドに短期間派遣されたが、6月のイタリア参戦後、イタリア沿岸施設への砲撃作戦であるヴァード作戦に参加するために地中海に戻った。
ヴィシー・フランスは6月のフランス降伏後、FHMを改組した。1942年11月、ドイツ軍がヴィシー・フランスを占領した際、トゥーロンで自沈した。戦時中に大きな引き揚げはなく、沈没船は1956年に解体された。

## 設計と説明

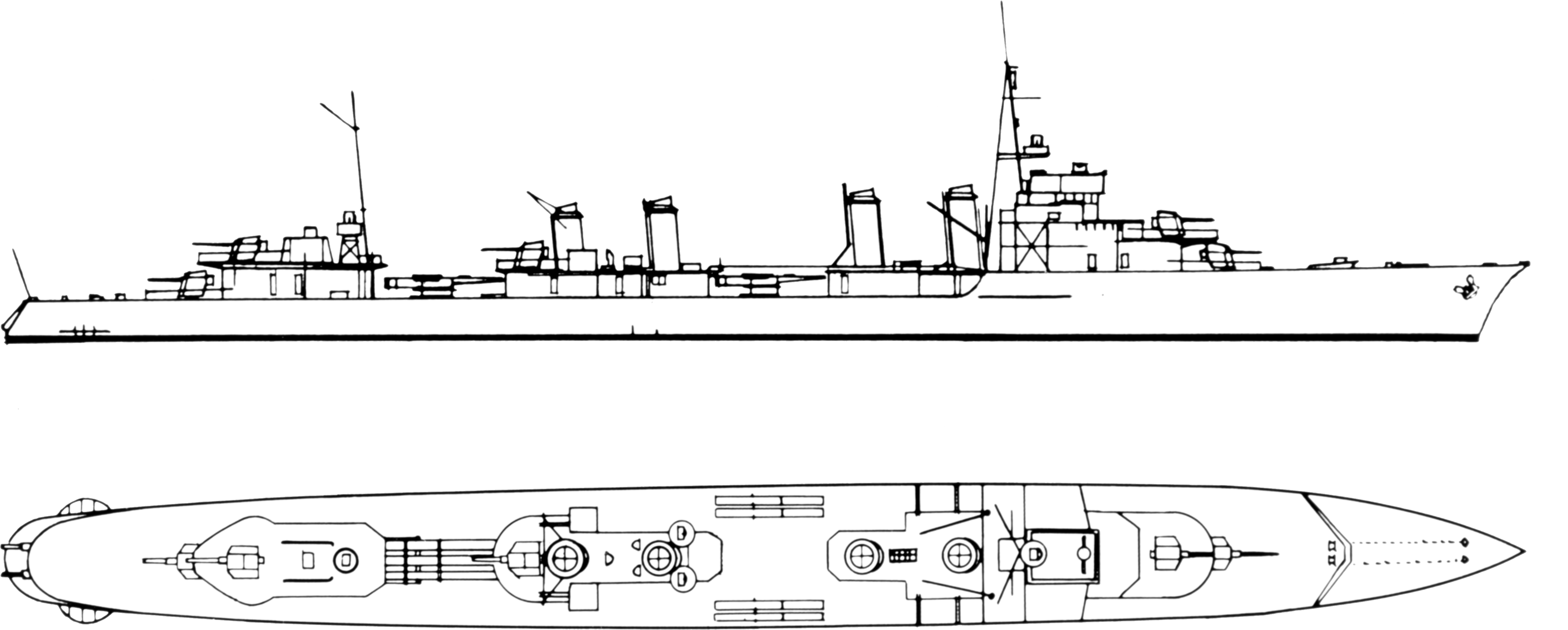
ヴォークラン級の右側面図と平面図

ヴォークラン級は、先行するエーグル級駆逐艦の改良型として設計された。全長129.3メートル、全幅11.8メートル、喫水4.97メートルである。標準時の排水量は2,441トン（2,402ロングトン)、満載排水量は3,120トン（3,070ロングトン）であった。4基のデュ・テンプル製ボイラーから供給される蒸気を使い、それぞれ1つのプロペラシャフトを駆動する2基のギア付きゾエリー蒸気タービンを動力源としていた。タービンの出力は64,000メートル馬力（47,000 kW、63,000馬力）で、時速36ノット（67 km/h、41 mph）で推進するように設計されていた。1932年8月24日の海上公試では、タルテュのタービンは72,790PS（53,540kW、71,790馬力）を発揮し、39.9ノット（時速73.9km、45.9マイル）を1時間記録した。この船は、14ノット（時速26km）で3,000海里（5,600km；3,500マイル）の航続距離を出すのに十分な重油を積んでいた。乗組員は、平時には10人の士官と201人の乗組員、戦時には12人の士官と220人の下士官で構成されていた。
ヴォークラン級の主兵装は、138.6ミリ（5.5インチ）モデール1927砲5門の単装シールドマウント、上部構造の前部と後部に1基ずつ、後部煙突に5基目の砲を搭載していた。対空兵装は、37ミリ単装砲（1927年式）4門を艦尾に、13.2ミリ連装高射機関砲（1929年式）2門を艦橋横の甲板に装備していた。この艦は550ミリ魚雷発射管用の水上二連装架台を2基搭載しており、各煙突対の間の各舷側に1基ずつ、また後部煙突対の後方に左右に横断できる3連装架台を1基搭載していた。艦尾には一対の爆雷投射機があり、合計16発の200キログラム（440ポンド）爆雷を搭載、予備としてさらに8発を搭載可能であった。また、艦尾煙突横の両舷に1基ずつ、計12基の100キログラム（220ポンド)爆雷を搭載する1対の深爆雷投射装置も装備されていた。ブレゲB4 530キログラム（1,170ポンド）機雷を40個投下するためのレールを装備することもできた。

### 改造
1936年に爆雷投射機が撤去され、代わりに200キログラムの爆雷が搭載された。9月の開戦後、海軍は対潜水艦戦の戦術を再考し、深度投射装置を復活させるつもりであったが、これは以前設置されていたものより古いモデルであった。暫定措置として、艦尾に35キログラム（77ポンド)爆雷用の一対のレールが設置された。各レールには3発の爆雷を搭載でき、さらに10発が弾薬庫に格納された。1941年半ばの対空改装の際、メインマストは37ミリ連装砲1基用のプラットフォームに交換され、37ミリ単装砲のうち2基がプラットフォームに移され、残りの2基は撤去された。ホッチキス機銃は煙突間の新しいプラットフォームに、ブローニング13.2ミリAA機銃は艦橋の前に設置された。タルテュは1941年10月、他艦から譲り受けたイギリスのアルファ128ASDICシステムを受領した。

## 建造と艦歴

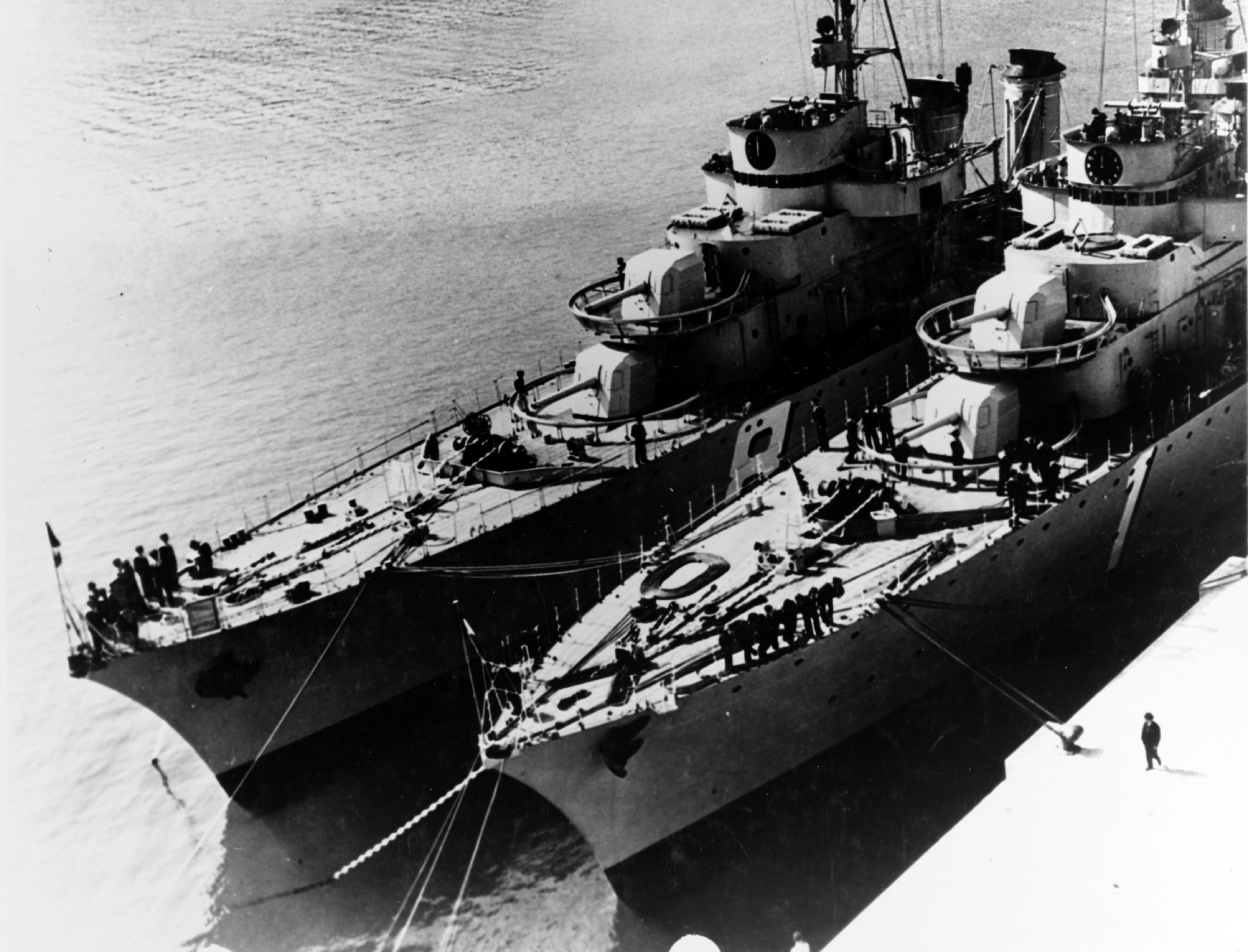
1935年頃、モンテカルロに停泊中のタルテュ（右）とヴォークランの高台からの眺め

ジャン・フランソワ・タルテュにちなんで命名されたタルテュは、1929年の海軍計画の一環として、1930年2月1日にアトリエ・エ・シャンティエ・ド・ラ・ロワールに発注された。1930年9月14日に同社のサン・ナゼール造船所で起工され、1931年12月7日に進水、1932年10月1日に竣工、1933年2月8日に就役した。同クラスで唯一予定通りに完成した艦であった。
ヴォークランが就役すると、第5軽師団と新たに編成された第6軽師団（Division légère (DL)）に配属され、後に偵察師団（Division de contre-torpilleurs）に改称された。タルテュと姉妹艦のシュヴァリエ・ポールとカサールは、トゥーロンを拠点とする第3戦隊（3e Escadre）の大型駆逐艦群（GCT）の第5戦隊に配属された。タルテュはGCTの旗艦を務め、1936年9月15日に第3軽戦隊に改称されたが、1938年10月12日に姉のマイレ・ブレゼに引き継がれた。1935年6月27日、カサールを除くすべてのヴォークランは、第1戦隊と第2戦隊の合同作戦の後、ドゥアルネーズ海峡で海軍大臣フランソワ・ピエトリが行った観艦式に参加した。
1936年7月にスペイン内戦が始まると、地中海の大型駆逐艦と駆逐艦は、スペインにいるフランス人を支援し、不介入協定の一環として9月24日から月交代でフランスに割り当てられた監視区域をパトロールする任務に就いた。10月1日、タルテュはエマニュエル・オリーヴ少将（Contre-amiral）の旗艦となり、姉妹艦のシュヴァリエ・ポール、ヴォークランとともに第5軽師団に配属された。他の姉妹であるケルサン、マイレ・ブレゼ、カサールは第9軽師団に所属し、いずれも地中海戦隊に配属された。1938年5月から6月にかけて地中海艦隊は東地中海を巡航し、1939年7月1日に地中海艦隊（Flotte de la Méditerranée）に改称された。

### 第二次世界大戦
1939年8月27日、ナチス・ドイツとの戦争を前に、フランス海軍は地中海戦隊を3個中隊からなるFHMに再編成することを計画した。9月3日にフランスが宣戦布告すると、再編成が命じられ、ヴォークラン級全艦を含む第5・第9偵察隊を含む第3軽戦隊は、9月3日にフランス領アルジェリアのオランに転属した第3戦隊に配属された。1940年4月5日、シュヴァリエ・ポール、タルテュ、マイレ・ブレゼを擁する第5偵察師団は、連合軍のノルウェー侵攻を想定し、スコットランドとノルウェー間の輸送船団の護衛を任務とするZ部隊に配属された。 4月9日のドイツ軍の侵攻で連合軍は先手を取られ、タルテュが護衛任務に就いたのは、4月19日にナムソスの戦いに参加する第5山岳歩兵準旅団（5e Demi-Brigade de Chasseurs alpins）を輸送するFP-1船団を護衛した4月中旬になってからであった。4月24日から27日にかけては、ナルヴィクの戦いに参加するため、第27山岳歩兵準旅団をノルウェーのハーシュタに輸送するFP-2船団を護衛した。5月3～4日、シュヴァリエ・ポール、駆逐艦ミラン、イギリス駆逐艦HMSシークとHMSターターとともに、ドイツ輸送船団を阻止しようとしたが失敗。第5斥候師団は5月27日にトゥーロンに戻ったが、これは地中海艦隊がイタリアが参戦を決めた場合に備えて攻撃計画を練っていたためであった。イタリアが6月10日に宣戦布告した後、艦隊はイタリア沿岸の施設への砲撃を計画した。タルテュと第5偵察師団の残りは、ヴァード・リーグレの標的を攻撃するよう命じられた艦船の中に含まれていた。駆逐艦はナフタの貯油施設への砲撃を命じられた。哨戒中の2隻のイタリアMASボートがフランス艦を攻撃しようとしたが、1隻だけが魚雷を発射することができ、フランス軍の防御砲火によって軽い損傷で撃沈された。その後の損害査定で、砲撃中にあらゆる口径の弾丸を1,600発以上使用したにもかかわらず、ほとんど損害が与えられなかったことが判明した。

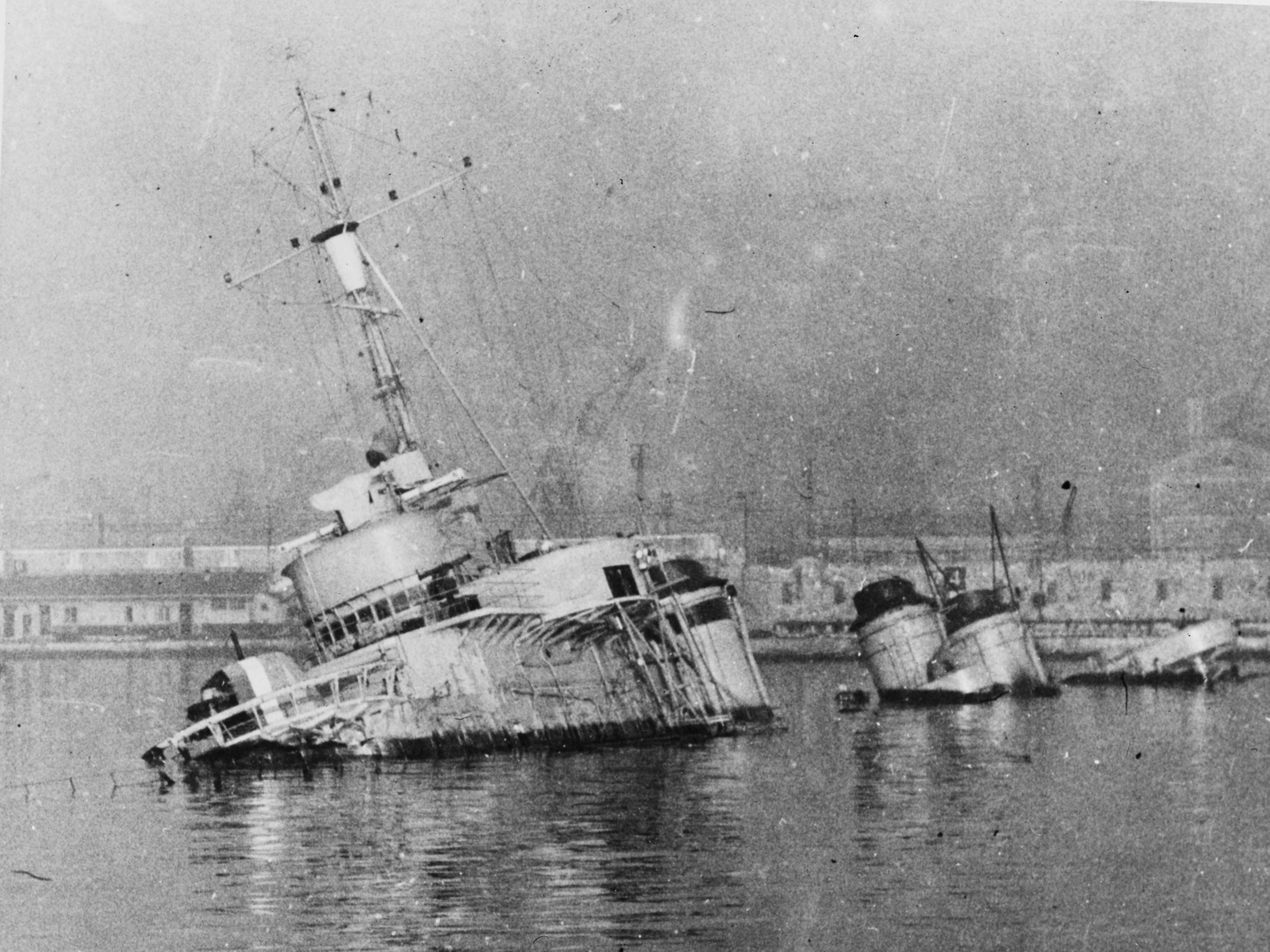
自沈後のタルテュ

6月22日にフランスが降伏した後、イギリス海軍は7月3日にフランス領アルジェリアのメルス・エル・ケビールで艦船を攻撃し、ドイツ軍への引き渡しを阻止した。 オラン近郊を拠点とする艦船への攻撃を避けるため、彼らはトゥーロンを目指して航行し、タルテュはその途中で待ち合わせ、トゥーロンまで護衛した艦船のひとつだった。ヴィシー・フランスは9月25日、イタリアとドイツの休戦委員会と部隊の活動と人数を制限する規則を交渉した後、FHMを改革した。 タルトゥは11月15日に配属されるまで予備艦であった。連合国が1941年6月にフランス領レバノンとシリアに侵攻した後、タルテュ、カサール、重巡洋艦フォッシュは、6月30日から7月1日にかけてレバントを増援するための歩兵大隊をフランス領アルジェリアのアルジェからマルセイユに輸送した。その直後、タルテュは7月4日から8月4日まで続く改装を開始。1942年2月、損傷した戦艦ダンケルクをトゥーロンに護送する準備のため、12月初旬にフランス領アルジェリアのアルジェに移された。連合国が11月8日にフランス領北アフリカに侵攻した後、ドイツ軍は11月27日にトゥーロンのフランス艦船を無傷で拿捕しようとしたが、乗組員によって自沈された。1943年12月11日、引き揚げは断念された。沈没船は戦時中の1944年3月から4月にかけての連合国による3度の空襲で爆撃を受け、1956年に解体された。